# Blacus nanulus
Blacus nanulus är en stekelart som beskrevs av Haeselbarth 1974. Blacus nanulus ingår i släktet Blacus och familjen bracksteklar. Inga underarter finns listade.